# Bataille de Bagdad (Mexique)
Pour les articles homonymes, voir bataille de Bagdad.
 (janvier 2014).
Améliorez-le ou discutez des points à vérifier. 
 (juillet 2007).
Si vous disposez d'ouvrages ou d'articles de référence ou si vous connaissez des sites web de qualité traitant du thème abordé ici, merci de compléter l'article en donnant les références utiles à sa vérifiabilité et en les liant à la section « Notes et références ».
Batailles
- Fortín
- Las Cumbres
- 1er Puebla
- Barranca Seca
- Cerro del Borrego
- Tampico
- 2e Puebla
- Atlixco
- San Pablo del Monte
- San Lorenzo
- Totoapan
- Morelia
- Campeche
- Veranos
- Tacámbaro
- La Loma
- Parral
- Chihuahua
- Álamos
- Ixmiquilpan
- Bagdad
- Camargo
- Miahuatlán
- Carbonera
- Guayabo
- Villa de Álvarez
- San Jacinto
- Querétaro

À la suite de l'indépendance du Mexique, le pays était sujet à de multiples coups d'État. Napoléon III voulait alors profiter de la guerre de Sécession aux États-Unis pour mettre en place un empire catholique allié à la France afin de contrer son voisin du nord : l'Expédition du Mexique.

## Avant la bataille
Le village de Bagdad à l'embouchure du Río Grande contrôle l'accès par le fleuve aux villes jumelles de Matamoros (Mexique) et Brownsville (Texas). Pendant l'expédition du Mexique, Matamoros était le principal point de passage de l'aide américaine aux Républicains mexicains. La ville était gardée par le colonel conservateur Tomás Mejía avec 2 000 hommes et soutenue par la marine française. Ce fut le point le plus important à l'origine des pressions nordistes, en vertu de la doctrine Monroe vis-à-vis des Français.
En 1864, la ville de Matamoros est menacée par le général mexicain républicain Miguel Negrete (es). Mais ce dernier est dissuadé par le débarquement de 500 soldats et 140 artilleurs français à Bagdad, arrivés par les navires Var, Magellan et Tactique.
En 1865, la situation se complique. L'armée des États-Unis chasse de Brownsville les forces des États confédérés d'Amérique favorables aux conservateurs de Mejía, plusieurs groupes se réfugient alors au Mexique, et alors que les américains les réclament, Mejia déclarent qu'ils seront désarmés mais sous la protection du Mexique. Ils concentrent ensuite 40 000 hommes sur la frontière. Le Tisiphone arrive alors en renfort à Bagdad. Le 28 septembre, le général républicain Escobedo entre en jeu, appuyé par une artillerie de 11 canons avec leurs artilleurs fournis par les militaires nordistes. Le futur amiral français Cloué, alors Capitaine de vaisseau, renforça la ville avec l'Adonis, le Magellan, le Tactique et  le Tartare. Après le repli d'Escobedo, Cloué adressa une réclamation au général nordiste Wetzel, commandant de Brownsville, sur l'affaire des artilleurs américains et pour porter secours aux blessés mexicains. L’Antonia est ajouté à la défense de Bagdad.
En novembre, nouvelle tentative d'Escobedo sur Matamoros que vient renforcer l'Antonia. Le maréchal français Bazaine envoya deux colonnes en renfort, respectivement commandées par le colonel d'Ornano et le général Jeanningros ainsi que l’Allier pour débarquer 300 Autrichiens, 20 Mexicains et 60 chevaux à Bagdad le 20 novembre.

## La bataille
Tous les éléments étaient alors réunis pour la bataille principale qui eut lieu en janvier 1866 : Le 4 janvier 1866, profitant du départ de l’Adonis, du Tartare et du Tisiphone, Escobedo appuyé par 2 000 hommes des régiments noirs de l'US Army attaque le village. La bataille dure deux heures. Alors que les Mexicains et les Autrichiens se replient sur leur navire, les 30 marins de l’Antonia assurent leur couverture.
Le général nordiste Wetzel envoie 150 hommes pour rétablir l'ordre en occupant le village tenant à leur merci les hommes rassemblés sur l'Antonia. Les Buffalo Soldiers voulurent livrer la ville aux Libéraux mais le général Meija arrivé de Matamoros avec la majeure partie de ses troupes les contraignit à repasser la frontière.
Après une nouvelle protestation auprès des autorités américaines par le général Meija et l'amiral Cloué, le village est libéré le 25 janvier, le général Crawford, commandant le corps d'armée de l'US Army à la frontière américano-mexicaine est mis aux arrêts et une batterie d'artillerie que ses troupes avaient prise à Bagdad restitué.

## Après la bataille
En juin, une double colonne de conservateurs de 2 000 hommes part en renfort de Monterrey pour Matamoros. Une première moitié s'arrête pour cause de maladie. Les 300 hommes du général Olverade de la seconde colonne, sont attaqués le 15 juin à Camargo par 5 000 Mexicains et mercenaires américains. Seuls 150 hommes parvinrent à Matamoros et au général Meija. Se voyant désormais dans l'impossibilité de tenir la ville, il dut capituler et céder son artillerie mais obtint d'évacuer les 300 ou 400 hommes qui lui restait sur l’Adonis vers Veracruz.